# Валовой доход
Валовой доход (англ. gross revenue) — это доход, который предприятие получает от своей основной деятельности. Во многих странах термин валовой доход является синонимом терминов оборот и выручка. Некоторые компании могут получать валовой доход от процентов, дивидендов или роялти, которые им платят другие компании. Под суммой валового дохода может иметься в виду весь валовой доход или валовой доход за определённый период времени в определённой валюте, например «в прошлом году компания X получила валовой доход 26 миллионов рублей».
Для некоммерческих организаций, ежегодный валовой доход может называться валовым доходом от финансирования. Такое финансирование включает в себя пожертвования от физических лиц или компаний, финансирование от государственных структур, доход от деятельности разрешённой уставом некоммерческой организации, доход от акций, связанных с привлечением пожертвований, членские взносы или доход размещения средств уставного капитала.